# Birri Abera
Birri Abera (29 aprile 2000) è una mezzofondista etiope.

## Palmarès
| Anno | Manifestazione    | Sede     | Evento          | Risultato | Prestazione | Note |
| ---- | ----------------- | -------- | --------------- | --------- | ----------- | ---- |
| 2017 | Mondiali di cross | Kampala  | Corsa juniores  | 12ª       | 20'00"      |      |
| 2017 | Mondiali di cross | Kampala  | A squadre       | Oro       | 12 p.       |      |
| 2024 | Mondiali di cross | Belgrado | Staffetta mista | Argento   | 22'43"      |      |

## Campionati nazionali
2018
- Bronzo ai campionati etiopi juniores, 1500 m piani - 4'15'52"

## Altre competizioni internazionali
2018
- 12ª agli FBK Games ( Hengelo), miglio - 4'29"74

2023
- 7ª alla Mezza maratona di Dubai ( Dubai) - 1h22'16"